# Viens dans ma maison
Albums de Gérard Jaffrès
Le fou de bassan
(2001) Le beau voyage
(2005)
Viens dans ma maison est un album de Gérard Jaffrès, sorti en 2003, qui est une sorte de compilation de ses chansons, avec trois reprises de chansons traditionnelles bretonnes et trois chansons inédites (Viens dans ma maison, Petit marin de bois, Les sonneurs de bagad). Cet album sort également en Belgique sous le nom de Chansons bretonnes et celtiques.

## Index des titres
| No  | Titre                        | Durée |
| --- | ---------------------------- | ----- |
| 1.  | Viens dans ma maison         | 2:49  |
| 2.  | Les sonneurs de Bagad        | 3:47  |
| 3.  | Santiano                     | 3:16  |
| 4.  | Tri Martolod                 | 4:15  |
| 5.  | La maison sur les dunes      | 3:37  |
| 6.  | La Jument de Michao          | 2:55  |
| 7.  | Petit marin de bois          | 3:40  |
| 8.  | Lettre à mon amie            | 3:14  |
| 9.  | Gwenneg ebet                 | 3:18  |
| 10. | Droit devant                 | 3:07  |
| 11. | Couleur cheyenne             | 3:28  |
| 12. | Berceuse pour un p'tit Celte | 3:14  |
| 13. | Le silence des anciens       | 4:00  |
| 14. | Entre la pluie et le vent    | 3:03  |
| 15. | Kenavo                       | 3:23  |

## Crédits

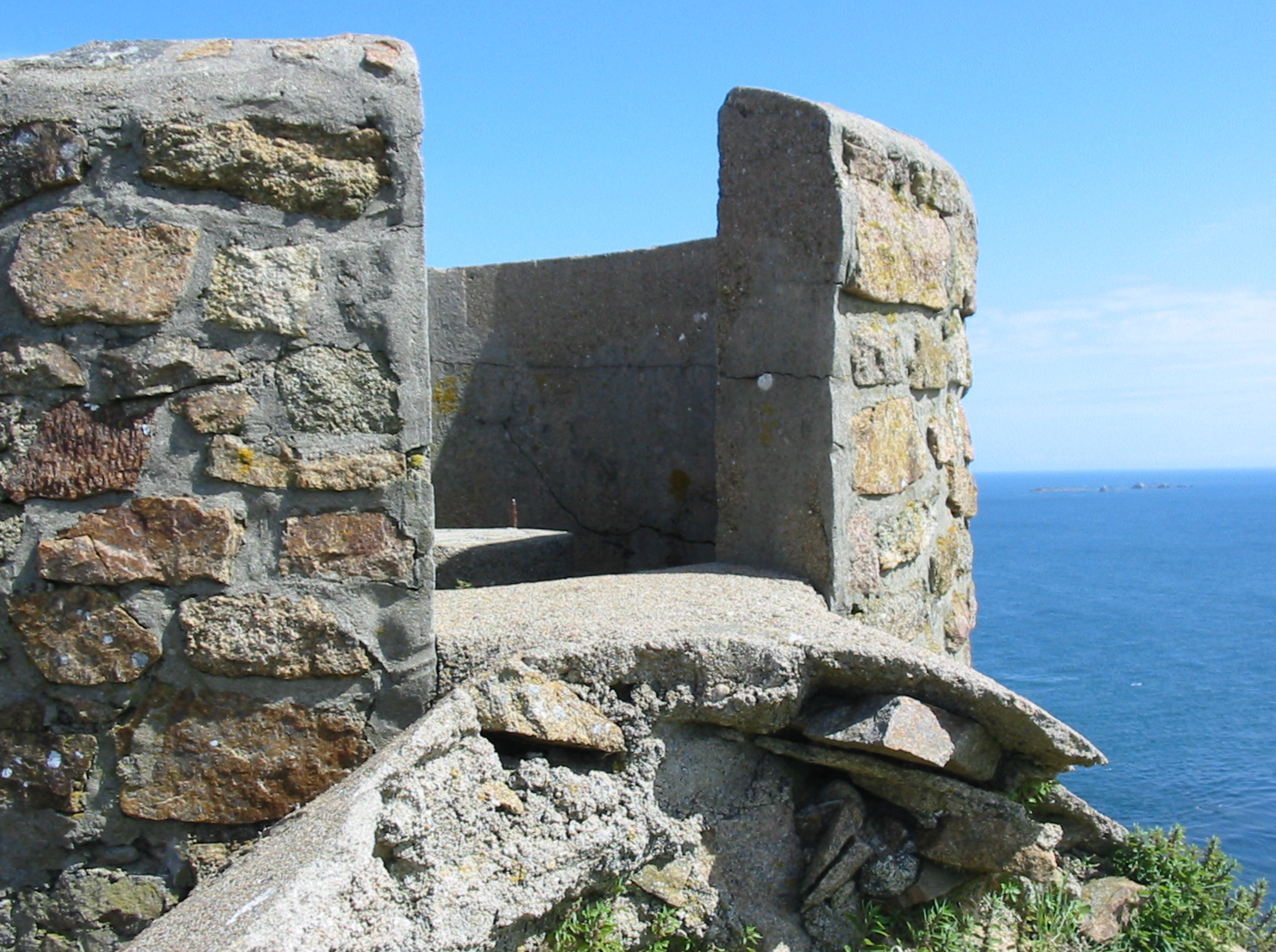
Maison de garde à Jersey

Paroles et musiques Gérard Jaffrès, excepté :
- Tri Martolod : traditionnel, arrgts Alan Stivell
- Santiano : Hugues Aufray, J.Plante, D.Fisher
- La jument de Michao (le loup, le renard et la belette) : trad. breton
- Couleur cheyenne : Françoise Leclerc, G.Jaffrès

### Musiciens
- guitares, basse, piano, claviers : Gérard Jaffrès (chant), Bernard Vrinck
- violon : Sébastien Theunissen, Rudy Velghe
- harpe celtique : Patrick Dourcy
- banjo : Burt Blanca
- flûtes : Yves Bardieux
- batterie : Julien Jaffrès
- cornemuse : Olivier Crenn
- chœurs : Frédéric Lamory
- Jean-Marc Godfroid
- Enregistré au studio DADA et mixé au studio Synsound en Belgique.
- Illustration couverture : Tramber
- Photo : Frédéric Materne